# دشت‌آباد (ازبکستان)
دشت‌آباد، جیزک (به ازبکی: Dashtobod) یک منطقهٔ مسکونی در ازبکستان است که در استان جیزک واقع شده‌است. دشت‌آباد ۲۳٬۹۰۰ نفر جمعیت دارد.